# Контрприклад
Контрприклад — це факт, що спростовує певне твердження, ілюструє його хибність.
Наведення контрприкладу є класичним засобом заперечення гіпотез в математиці .

## Зразки контрприкладів
- Контрприкладом до припущення, що всі прості числа — непарні, є просте парне число 2.
- Будь-який приклад є водночас контрприкладом для твердження, що такий приклад неможливий [2].